# Helga Lichtenegger
Helga C. Lichtenegger (* 24. Juli 1971 in Graz) ist eine österreichische Physikerin.

## Werdegang
Helga Lichtenegger studierte Physik und machte 1996 an der Universität Wien ihr Diplom. Nach einer Tätigkeit als wissenschaftliche Mitarbeiterin am Institut für Materialphysik der Universität Wien 1997 bis 1998 war sie von 1998 bis 2001 wissenschaftliche Mitarbeiterin an der Montanuniversität Leoben und dem ebenfalls in Leoben angesiedelten Erich-Schmid-Institut der Österreichischen Akademie der Wissenschaften. Im Jahr 2000 wurde sie mit einer bei Peter Fratzl angefertigten Doktorarbeit an der Universität Wien promoviert.
Nach der Promotion verbrachte sie von 2001 bis 2003 mit einem Erwin-Schrödinger-Stipendium einen Forschungsaufenthalt am Fachbereich Chemie der University of California, Santa Barbara. Anschließend kehrte sie nach Österreich zurück, und zwar an die Technische Universität Wien, an deren Institut für Werkstoffwissenschaft und Werkstofftechnologie sie von 2003 bis 2008 als Hertha-Firnberg-Stipendiatin des Österreichischen Wissenschaftsfonds (FWF) tätig war. 2005 habilitierte sie sich an der TU Wien.
Von 2008 bis 2010 war sie in der Industrie tätig, und zwar als Projektleiterin bei dem Raumfahrtunternehmen RUAG Space. 2011 wurde sie Universitätsprofessorin für Angewandte Physik und Biomaterialwissenschaft am Institut für Physik und Materialwissenschaft der Universität für Bodenkultur Wien (BOKU). Dort übernahm sie 2013 die Leitung des Instituts, an dem sie tätig war, und wurde stellvertretende Leiterin des Departments für Materialwissenschaften und Prozesstechnik der BOKU.

## Wirken
Lichteneggers Forschungsgebiet sind die Werkstoffwissenschaft und -technologie, insbesondere auch biologische und bionische Materialien sowie Biomineralisation und Nano-Verbundwerkstoffe. Sie wendet dabei unter anderem Verfahren der mechanischen Charakterisierung sowie der Röntgenstreuung an, insbesondere auch mit Synchrotronstrahlung.
Lichtenegger war und ist auch in beratenden Gremien anderer Forschungseinrichtungen tätig. So war sie von 2014 bis 2018 Mitglied des wissenschaftlichen Beirats des Leibniz-Instituts für Neue Materialien in Saarbrücken. Von 2016 bis Mitte 2023 gehörte sie dem technisch-wissenschaftlichen Beirat des Helmholtz-Zentrums Hereon (bis 2021 Helmholtz-Zentrum Geesthacht) an, von 2019 bis 2023 dem wissenschaftlichen Beirat des Exzellenzclusters Living, Adaptive and Energy-autonomous Materials Systems („Lebende, adaptive und energieautonome Materialsysteme“) der Albert-Ludwigs-Universität Freiburg. Die europäische Synchrotronstrahlungsquelle ESRF im französischen Grenoble berief Lichtenegger 2017 in ihren Beirat; zuletzt wurde 2022 ihr Mandat bis 2024 erneuert.

## Publikationen (Auswahl)
- Helga C. Lichtenegger, Thomas Schöberl, Michael H. Bartl, Herbert Waite, Galen D. Stucky: High Abrasion Resistance with Sparse Mineralization: Copper Biomineral in Worm Jaws. In: Science. Band 298, Nr. 5592, 11. Oktober 2002, S. 389–392, doi:10.1126/science.1075433.
- Helga C. Lichtenegger, Thomas Schöberl, Janne Ruokolainen, Julie O. Cross, Steve M. Heald, Henrik Birkedal, J. Herbert Waite, Galen D. Stucky: Zinc and mechanical prowess in the jaws of Nereis, a marine worm. In: Proceedings of the National Academy of Sciences of the United States of America. Band 100, Nr. 16, 5. August 2003, S. 9144–9149, doi:10.1073/pnas.1632658100.
- Wolfgang Gindl, Hoshin V. Gupta, Thomas Schöberl, Helga C. Lichtenegger, Peter Fratzl: Mechanical properties of spruce wood cell walls by nanoindentation. In: Applied Physics A: Materials Science & Processing. Band 79, Nr. 8, 1. Dezember 2004, S. 2069–2073, doi:10.1007/s00339-004-2864-y.